# Hister limbatus
Hister limbatus är en skalbaggsart som beskrevs av Truqui 1852. Hister limbatus ingår i släktet Hister och familjen stumpbaggar. Inga underarter finns listade i Catalogue of Life.